# 恰克·弗萊舍曼
恰克·弗萊舍曼（Chuck Fleischmann；1962年10月11日—）是美國的一位政治人物。自2011年開始，他是田納西州第3選舉區選出的美國眾議院議員。弗萊舍曼出生在紐約曼哈頓。他畢業於伊利諾大學。弗萊舍曼已經結婚並且有三個兒子。